# Kerinci
Kerinci (indonez. Gunung Kerinci) – czynny wulkan, najwyższy w Indonezji, także najwyższy szczyt Sumatry; zaliczany do stratowulkanów. Wysokość 3805 m n.p.m., średnica krateru 600 m.
Pierwsza zanotowana erupcja 1838, ostatnia 2018.